# УРГА
 Международная акционерная авиационная компания «УРГА» (англ.  International Joint-Stock Aviation Company «URGA», укр.  Міжнародна акціонерна авіаційна компанія «УРГА») — украинская авиационная компания, основанная в августе 1993 года и занимающаяся авиаперевозкой грузов и пассажиров.
Базовым аэропортом УРГА являются кропивницкий аэропорт «Кировоград» и киевский аэропорт «Жуляны».
Специализируется на туристических чартерах и грузоперевозках, единственный регулярный рейс Киев - Львов был запущен летом 2014 года. В настоящее время авиакомпания не выполняет регулярные пассажирские перевозки.

## История
Создана 21 августа 1993 году в городе Кировограде на базе Кировоградского высшего лётного училища гражданской авиации.
С декабря 1994 года МААК «УРГА» включена в список перевозчиков Организации Объединённых Наций и Международной Организации Гражданской Авиации (ICAO), обслуживала миротворческие миссии ООН в Западной Сахаре, Грузии, Эритрее, Конго. В 2009 шестеро работников компании после с после возвращения из республик Конго и Чад были госпитализированы с диагнозом «тропическая малярия», при этом компания заявила, что сотрудники МЧС и СМИ не должны были сообщать о случаях, поскольку это портит репутацию компании.
На 2008 год акционерами компании были: 51 % — Фонд государственного имущества (ФГИ) Украины, 43,5 % — American International Consulting Corporation, 5,5 % — греческой LyctosGroup.
В 2009 году компания была приватизирована, госпакет был продан за 13,744 млн грн., и в результате пакет 94,5 % акций оказался у бывшего министра угля и энергетики Эдуарда Ставицкого (в 2013 году Ставицкий «продал» свой пакет на подконтрольное ему ООО «Сириус-2013»), а 5,5 % остались у LyctosGroup.
В 2010 году чистая прибыль составила 22 млн 791 тыс. грн.; в 2011 г. прибыль — 15 млн 76 тыс. грн.; в 2012 году компания получила чистую прибыль в размере 10,607 млн гривен, 2013 год закончила с чистым убытком в размере 8,045 млн гривен.
На 2011 год в парке компании находилось 22 самолета моделей Ан-24, Ан-26 и Ан-26-100. Компания являлась крупнейшим украинским эксплуатантом самолетов Ан-24 и Ан-26, большая часть парка находилось в собственности перевозчика.
В 2012 году компания пыталась выйти на рынок регулярных перевозок и выполняла рейс между Черновцами и Киевом, но отказалась из-за нерентабельности.
На весну 2013 года парк судов авиакомпании насчитывал 23 самолёта: 5 пассажирских Saab 340B, 7 пассажирских Ан-24, 5 грузопассажирских Ан-26-100, 5 грузовых Ан-26, 1 учебный Cessna 172R.
Весной 2014 года миноритарий обвинил Эдуарда Ставицкого в планомерном уничтожении компании, сокращении штата, выводе прибыли и активов.
18 июня 2014 года авиакомпания выполнила свой первый регулярный рейс по маршруту Киев - Львов.
В августе 2014 года УРГА приобрела десятый самолет Saab 340.
В мае 2017 года Еврокомиссия добавила компанию в список авиакомпаний, не соответствующих международным стандартам безопасности, тем самым запретив ей летать в страны Евросоюза. 30 ноября того же года при очередном обновлении списка компания МААК "УРГА" была из него исключена, запрет на полёты снят.
Авиакомпания УРГА полностью соответствует требованиям и административным процедурам выполнения авиационных перевозок в третьих стран в соответствии с Регламентом (ЕС) № 2016/2008 Европарламента в соответствии с Постановлением Комиссии (ЕС) № 452/2014 от 29 апреля 2014 года

## Флот
На сегодня (март 2018)  в распоряжении МААК «УРГА» находится 16 воздушных судов, из которых:
- 7 пассажирских Saab 340B;
- 6 грузо-пассажирских Ан-26В-100;
- 2 грузовых Ан-26;
- 1 учебный Cessna 172R